# Linia kolejowa nr 68
Linia kolejowa nr 68 Lublin Główny – Przeworsk – linia kolejowa o długości 177,512 km w południowo-wschodniej Polsce.

## Przebieg

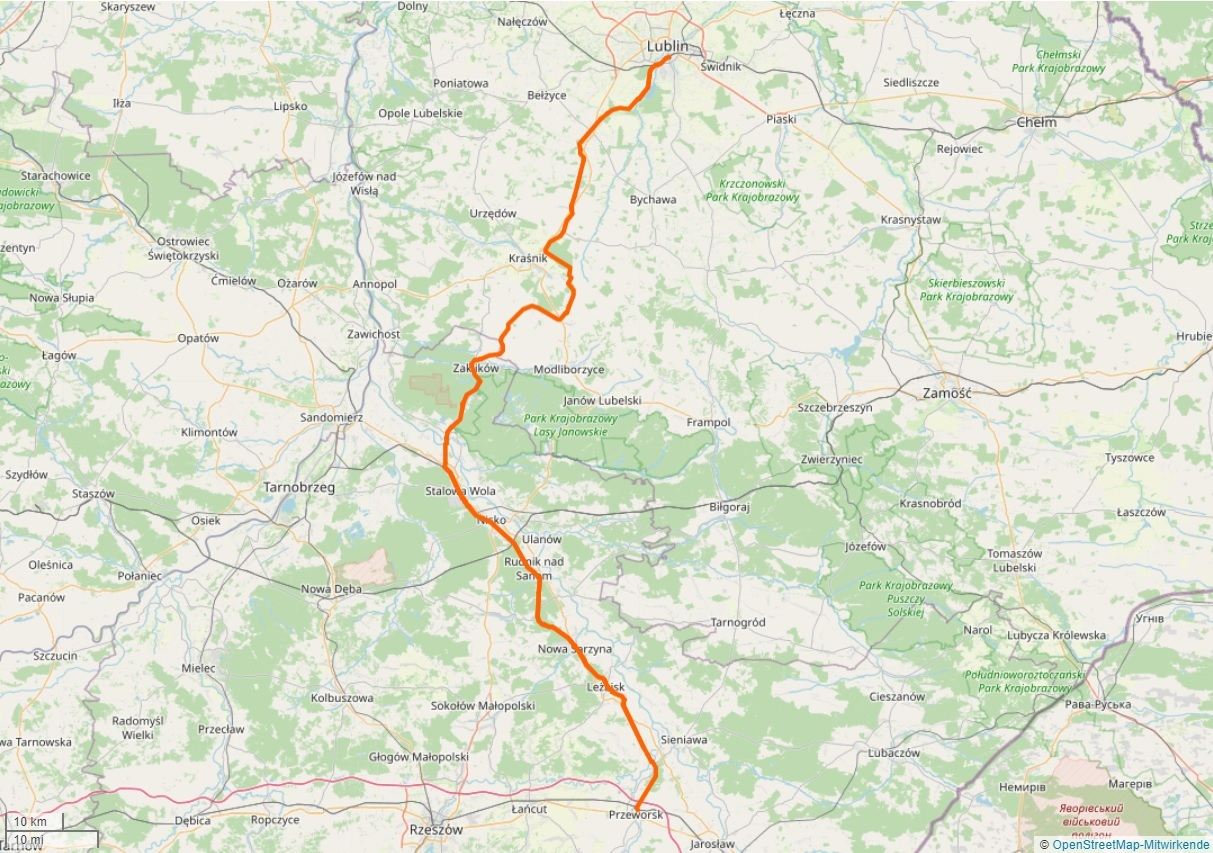
Mapa linii

Na trasie linii można wyróżnić dwie główne części:
- odcinek Lublin Główny – Kraśnik – Stalowa Wola Rozwadów
- odcinek Stalowa Wola Rozwadów – Stalowa Wola Południe – Przeworsk.

Pierwszy odcinek jest prawie w całości jednotorowy. Na stacji Stalowa Wola Rozwadów łączy się on linią D29-74, dwutorową do stacji Grodzisko Dolne, skąd do Przeworska pociągi ponownie poruszają się jednym torem na odcinku około 15 kilometrów.

## Infrastruktura
Na linii 68 znajduje się około 20 stacji, w tym dwie zlikwidowane. Dawniej istniało 6 mijanek; obecnie jest tylko jedna. Na dwóch z mijanek nigdy nie było peronów. Przystanków osobowych jest na linii ponad 20. Przystanki zostały również ustanowione na stacji zamkniętej dla potrzeb technicznych oraz stacjach zlikwidowanych. Oprócz nich istnieją także 2 przystanki nieczynne.
Odcinki dwutorowe to Lublin Główny – Lublin Zemborzyce oraz Stalowa Wola Rozwadów – Grodzisko Dolne. Odcinek Lublin Główny – Stalowa Wola Rozwadów przeszedł modernizację w latach 2018–2020.
Linia jest w całości zelektryfikowana.
Torowisko jest w dobrym stanie technicznym. Na całej trasie prowadzone są regularne prace konserwacyjno-utrzymaniowe.

## Historia
W roku 1886 otwarta została linia kolejowa łącząca Dębicę z leżącym na północy Galicji miasteczkiem Rozwadów (obecnie dzielnica Stalowej Woli), w którym mieściła się stacja końcowa. Linia ta miała znaczenie strategiczne, gdyż pozwalała szybko dotrzeć do najbardziej wysuniętych na północ części Austro-Węgier.
Pod koniec XIX wieku rozpoczęto budowę jednotorowej linii kolejowej z Rozwadowa do Przeworska wzdłuż rzeki San. Wydawana ówcześnie gazeta Głos rzeszowski w numerze 2 (1900) podaje, że jej otwarcie miało miejsce 14 stycznia 1900 roku. Miały znajdować się na niej następujące stacje:
- Przeworsk
- Grodzisko
- Leżajsk
- Sarzyna
- Łętownia
- Rudnik
- Nisko

Gazeta wzmiankuje także istnienie jednego przystanku osobowego w miejscowości Tryńcza.

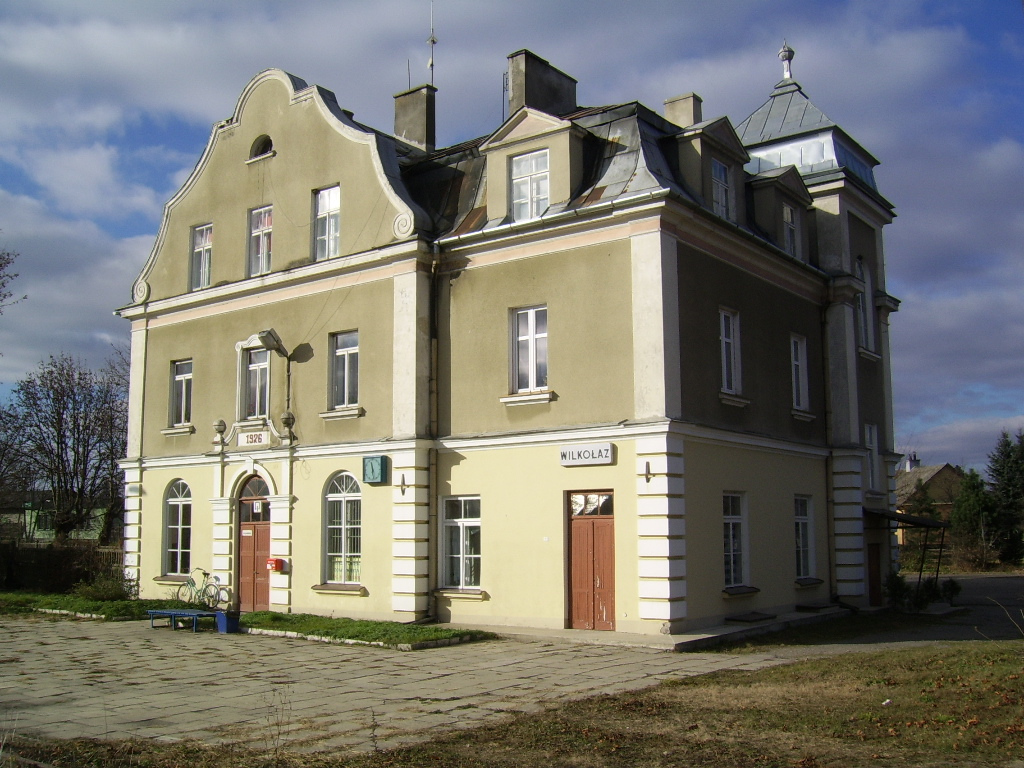
Zabytkowy dworzec na stacji Wilkołaz

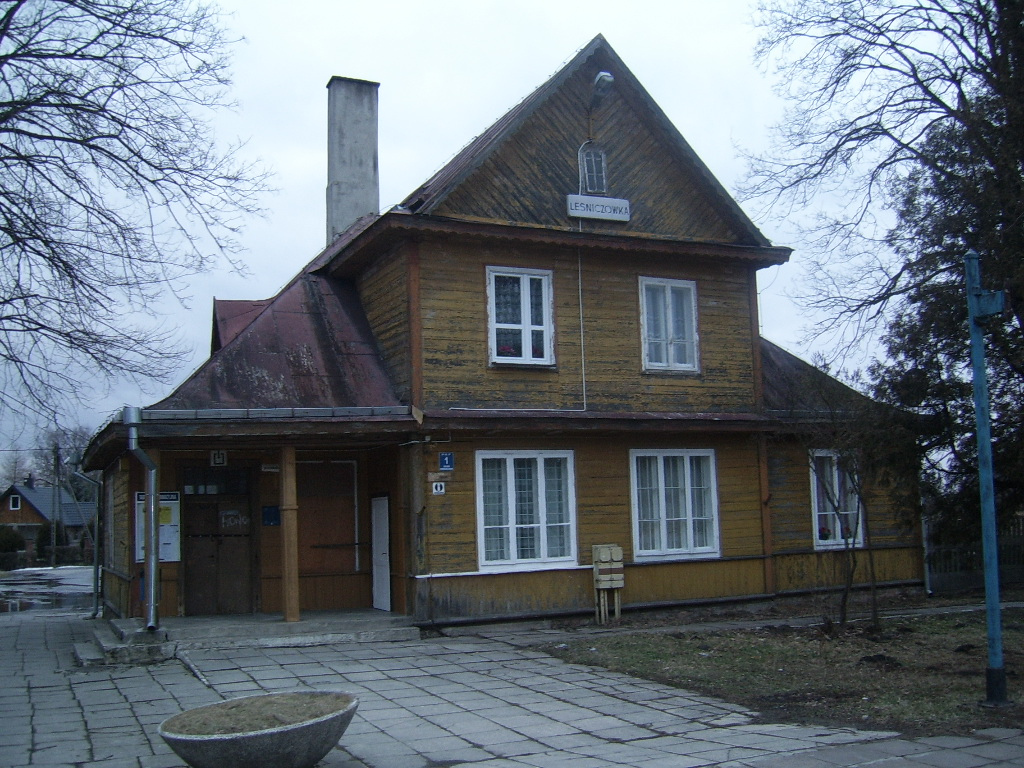
Drewniany dworzec na stacji Leśniczówka. Obecnie Leśniczówka to przystanek osobowy

Odcinek między Rozwadowem a Lublinem otwarty został przez Rosjan pod koniec roku 1914 dla poprawy zaopatrzenia frontu. Był on jednotorowy i bardzo kręty, gdyż poprowadzono go po granicy działu wód, aby uniknąć przemieszczania się mas ziemnych. Po odzyskaniu przez Polskę niepodległości, w latach 20. XX wieku przeprowadzono prostowanie linii pomiędzy Niedrzwicą Kościelną a Pułankowicami. Po ukończeniu prostowania stację Wilkołaz przeniesiono do miejscowości Zdrapy, a zlikwidowano przystanki Borkowizna i Sobieszczany. Odcięte kręte tory między Pułankowicami a Niedrzwicą Kościelną istniały do końca II wojny światowej.
W czasie wojny Niemcy przystąpili do rozbudowy infrastruktury linii. W 1942 roku na odcinku z Rozwadowa do Przeworska dobudowano drugi tor. W wyniku zniszczenia w 1944 mostu nad Wisłokiem tor 1 został zdemontowany na szlaku Grodzisko Dolne – Przeworsk, a pamiątką po tym jest długie żeberko wyciągowe na stacji w Grodzisku. W Nowej Sarzynie nad rzeką Trzebośnicą do 2018 były dwa mosty kolejowe, ale jeden z nich został sprzedany w latach 70. i prowadzą nim tory do bocznicy przemysłowej. Jednotorowy odcinek na stacji miał 385 metrów długości. 23 listopada 2018 do użytku został oddany dodatkowy most nad rzeką Trzebośnicą w rejonie stacji Nowa Sarzyna, dzięki czemu zlikwidowane zostało wąskie gardło na linii nr 68.
Istnieją rozbieżności co do infrastruktury na lubelskim odcinku linii. Choć jest on jednotorowy, na prawie całej długości nasyp jest wystarczająco szeroki, aby pomieścić dwa tory. Według części źródeł przed drugą wojną światową miał być on dwutorowy, po czym drugi tor rozebrano; według innych rozbudowa linii była planowana przez Niemców w czasie wojny. Wykonano wtedy nasypy oraz niezbędne prace ziemne, lecz w ułożeniu toru przeszkodził zbliżający się front. Pozostałości urządzeń sterowania ruchem po przeciwnej stronie nasypu mają być wtedy pozostałością po kapitalnym remoncie z lat 60., gdy nowy tor układano równolegle do istniejącego, aby zachować płynność ruchu.
W roku 1976 przystąpiono do budowy drugiego toru oraz elektryfikacji odcinka ze stacji Lublin Główny do stacji Lublin Zemborzyce. Powodem była chęć przeniesienia części manewrów z zatłoczonej lubelskiej stacji oraz budowy kolei aglomeracyjnej, aby umożliwić dojazd do popularnego wśród turystów Zalewu Zemborzyckiego. Elektryfikacja tego odcinka została ukończona 15 kwietnia bieżącego roku. 15 grudnia tego samego roku ukończono elektryfikację odcinka Przeworsk Gorliczyna – Przeworsk. Dalsza część podkarpackiego odcinka elektryfikowana była w latach 1988–1989, poczynając od strony Przeworska Gorliczyny. Jednakże 21 grudnia 1989 roku sieć trakcyjną oddano do użytku ze Stalowej Woli Rozwadów do Rudnika nad Sanem, natomiast zakończenie elektryfikacji do Przeworska Gorliczyny nastąpiło 7 listopada 1990 roku. 
Na początku roku 2010 wyremontowana została łącznica nr 565 Charzewice (Stalowa Wola) – Stalowa Wola Rozwadów Towarowa, umożliwiająca pociągom jadącym od strony Tarnobrzega skręt w kierunku Kraśnika/Lublina (lub odwrotnie) bez konieczności zmiany czoła w Rozwadowie.
12 grudnia 2010 roku zlikwidowano dalekobieżne połączenia na odcinku Lublin – Kraśnik – Rozwadów, a uruchomiono bezpośrednie połączenia Lublina z Rzeszowem (przez Kraśnik, Stalową Wolę, Tarnobrzeg oraz Kolbuszową).
Na odcinku Lublin – Rozwadów przeprowadzono prace modernizacyjne. Przebudowane zostały 3 stacje kolejowe (Lublin Zemborzyce, Niedrzwica i Wilkołaz) oraz wybudowano na nich nowe perony. Na tej drugiej znajduje się obecnie Lokalne Centrum Sterowania, które od 2015 roku obsługuje każdą z nich. Efektem tego było ponowne uruchomienie stacji Wilkołaz, dzięki czemu najdłuższy dotychczas na linii szlak Niedrzwica – Kraśnik (powstały po zamknięciu stacji Leśniczówka i Wilkołaz oraz likwidacji tej pierwszej i liczący 24 kilometry) skrócił się o 9 kilometrów.
W marcu 2017 podpisano umowę na elektryfikację linii na odcinku pomiędzy Lublinem a Stalową Wolą.
W lipcu 2017 roku rozpoczęły się prace modernizacyjne mające na celu wymianę torów oraz elektryfikację na odcinku Lublin – Stalowa Wola. W pierwszym etapie remontowany był fragment linii między Lublinem Głównym a Lublinem Zemborzycami – usunięto stare słupy trakcyjne, zamontowano nowe i wymieniono tory. W drugim etapie przeprowadzono modernizację i elektryfikację odcinka Lublin Zemborzyce – Kraśnik. Na poszczególnych stacjach i przystankach wybudowano nowe perony i wymieniono tory. Od września 2018 roku pociągi jeździły jedynie z Lublina do Wilkołazu, zaś od połowy września do Kraśnika. Od tamtej pory do końca marca 2019 trwał trzeci etap, czyli remont odcinka Kraśnik – Zaklików; zakres prac podobny jak na odcinku Lublin Zemborzyce – Kraśnik. Czwarty etap modernizacji odcinka Zaklików – Stalowa Wola zakończono w grudniu tego samego roku oraz wybudowano nowy przystanek Zaklików Miasto, który został oddany do użytku 14 czerwca 2020 roku. Cała linia ma być dostosowana do prędkości 120 km/h.
13 grudnia 2020 roku oddano do użytku zelektryfikowany odcinek Lublin Zemborzyce – Stalowa Wola Rozwadów i tym samym zakończono elektryfikację linii kolejowej nr 68 na całej długości.
2015 roku przebudowano most kolejowy w Tryńczy, co pozwoliło na odwołanie ograniczenia prędkości do 10 km/h.W 2021 roku przebudowano odcinek Przeworsk - Stalowa Wola Rozwadów, dzięki czemu możliwe było podniesienie prędkości do 100 km/h na wybranych odcinkach oraz likwidację wąskiego gardła w stacji Nowa Sarzyna.
W 2025 roku remont przejdzie pozostały odcinek Stalowa Wola Rozwadów - Przeworsk, który nie był remontowany, a na którym występują ograniczenia prędkości. W 2025 roku naprawę bieżącą przejdzie odcinek Kraśnik - Szastarka, dzięki czemu nie zostaną wprowadzone ograniczenia prędkości.